# Зубрицкий, Юрий Александрович
Ю́рий Алекса́ндрович Зубри́цкий (8 июля 1923 — 24 марта 2007) — советский и российский учёный-латиноамериканист, поэт, переводчик, энтузиаст индеанистских исследований, профессор, ведущий научный сотрудник ИЛА РАН, почётный доктор Лимского университета (Перу), награждён перуанским орденом «За выдающиеся заслуги».

## Биография
Родился в городе Барабинске Новосибирской области, выпускник Клязьминской школы № 1, участник Великой Отечественной войны, пошёл воевать добровольцем в 18 лет, награждён многими медалями, окончил Московский государственный институт международных отношений в 1951 году, преподавал в Университете Дружбы народов им. Патриса Лумумбы, в мае 1970 года защитил кандидатскую диссертацию, работал в Институте Латинской Америки Академии наук, где возглавлял сектор Андских стран.
Будучи одним из немногих и, видимо, первым русским, овладевшим языком инков — кечуа, он перевёл на русский язык многие классические произведения инкской и кечуанской литературы. Также переводил поэзию с французского и создавал оригинальные произведения.
Благодаря его усилиям Московское радио начало в 60-е годы XX века регулярное вещание на языке кечуа. В течение 20 лет он возглавлял службу вещания на индейских языках Московского радио и часто выступал в эфире (записи его выступлений хранятся в фонотеке). Он выступал за осуществление норматизации языка кечуа, введение единого нормативного алфавита и создание единого нормативного словаря и единой нормативной грамматики кечуа. Был пропагандистом культуры и языка кечуа в СССР и России. Долгие годы он вынашивал идею организации экспедиции на поиски города Пайтити, где предположительно инки спрятали свои сокровища после завоевания их страны испанцами.
Он жил в Москве на Патриарших прудах (Б. Патриарший переулок, в советское время ул. Адама Мицкевича).